# Titularlokomotive

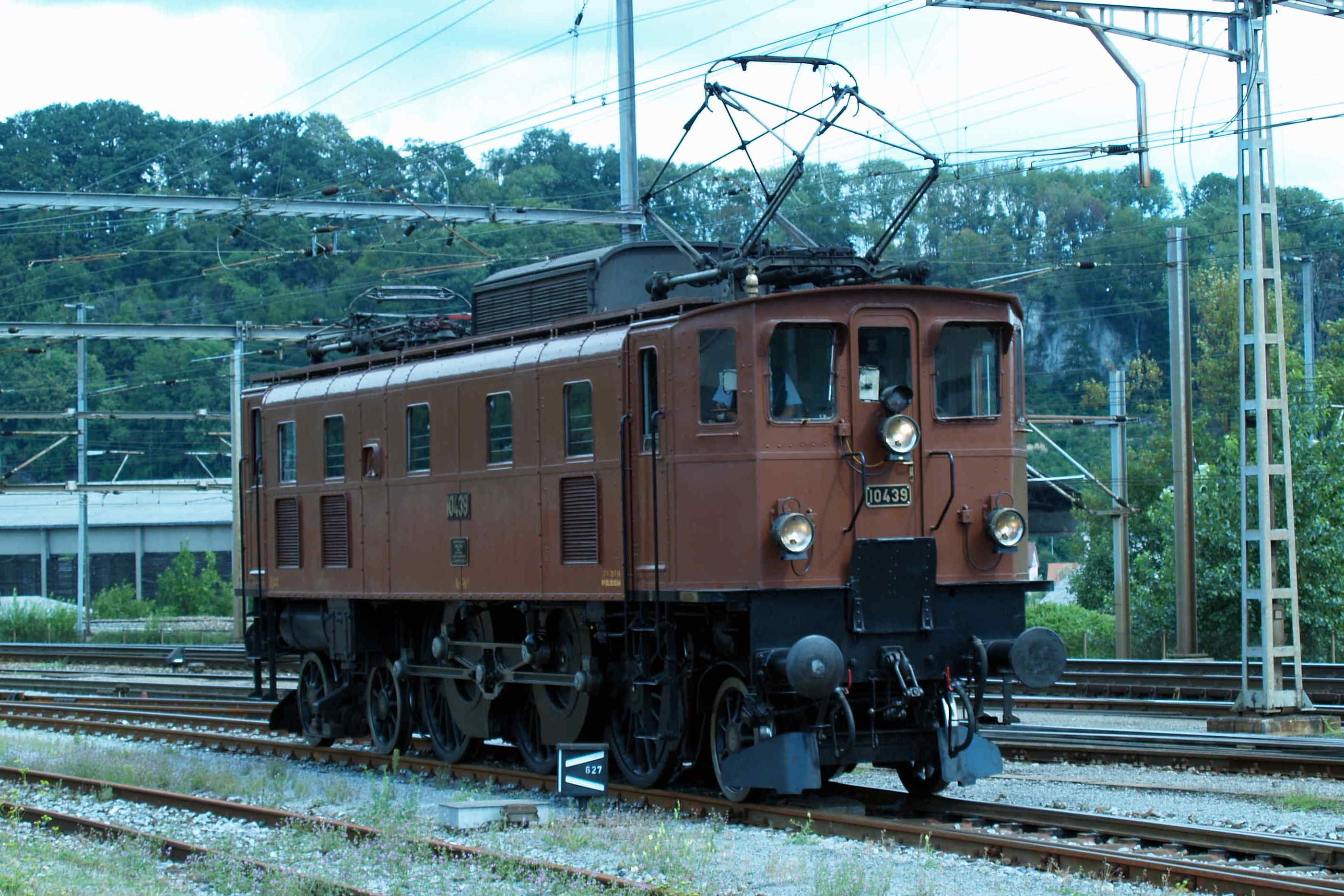
SBB Ae 3/6 II, Baujahre 1921–1926. Die Nummer 10432 war Titularlokomotive des Lokomotivführers und Fachbuchautors Alfred Moser.

Eine Titularlokomotive oder Titularmaschine ist eine Lokomotive, der bestimmtes Personal zugeordnet ist, welches das Fahrzeug exklusiv bedient. Das Titularsystem lässt jedoch auch gelegentliche Fahrten anderer Mitarbeiter zu.
Der Vorteil des Titularsystems ist, dass Lokomotivführer und Heizer ihre jeweilige Maschine sehr gut kennen und sich einschleichende Schäden oft frühzeitig erkennen. Die Kosten für die Reparaturen sinken dadurch. Insbesondere bei Dampflokomotiven bewährte sich das System, da keine Lokomotive einer gleichen Baureihe genau gleich war.
Mit der zunehmenden Verbreitung von Elektrolokomotiven ging das Titularsystem zurück und die Maschinen konnten effizienter eingesetzt werden, weil es keine Stilllager mehr wegen Pausen des Personals gab. In einigen osteuropäischen Ländern gibt es jedoch immer noch Titularlokomotiven. Für deren Lokomotivführer ist es Ehrensache, das Innere des Führerstands persönlich zu gestalten.